# La città d'oro
La città d'oro (Die goldene Stadt) è un film del 1942 scritto, diretto e prodotto da Veit Harlan.

## Trama
Anna è una giovane ragazza della campagna dei Sudeti che sogna di andare a Praga, la "città d'oro". Si innamora di un uomo e coglie l'occasione per seguirlo nella capitale, ma qui viene sedotta e subito abbandonata da un cugino ceco. Costretta a tornare a casa, si vede rifiutata dal padre. Decide quindi di gettarsi nel lago, lo stesso dove era annegata la madre anni prima.

## Produzione
Il film fu prodotto dall'Universum Film (UFA). Gran parte del film fu girato in Cecoslovacchia, sulla Moldava, a Praga, ad Hradschin, sul ponte Carlo e nella cattedrale di San Vito. Altre scene vennero girate in Sassonia e negli studi berlinesi dell'UFA.
È chiaro l'intento politico del film: la ragazza non ha saputo apprezzare la vita nella campagna dei Sudeti (annessa alla Germania) e muore a causa del cinico parente cecoslovacco.

## Distribuzione
La pellicola venne presentata in prima il 3 settembre 1942 alla Mostra del Cinema di Venezia dove la protagonista, Kristina Söderbaum, vinse la Coppa Volpi. Il film uscì in sala a Berlino il 24 novembre 1942, distribuito dalla Deutsche Filmvertriebs (DFV).

## Riconoscimenti
- Festival di Venezia 1942
  - Coppa Volpi per la migliore interpretazione femminile (Kristina Söderbaum)